# Epsilon Microscopii
Epsilon Microscopii (ε  Microscopii, förkortat Epsilon Mic, ε  Mic) som är stjärnans Bayerbeteckning, är en ensam stjärna belägen i den nordöstra delen av stjärnbilden Mikroskopet. Den har en skenbar magnitud på 4,71 och är synlig för blotta ögat där ljusföroreningar ej förekommer. Baserat på parallaxmätning inom Hipparcosuppdraget på ca 17,9 mas, beräknas den befinna sig på ett avstånd på ca 182 ljusår (ca 56 parsek) från solen. Den rör sig bort från solen med en radiell hastighet på 7 km/s.

## Egenskaper
Epsilon Microscopii är en gul till vit stjärna i huvudserien av spektralklass A2 V, vilket anger att den genererar energi genom fusion av väte i dess kärna. Den har en massa som är ca 2,2 gånger större än solens massa, en radie som är ca 2,2 gånger större än solens och utsänder från dess fotosfär ca 36 gånger mera energi än solen vid en effektiv temperatur på ca 9 100 K.
Spektret för Epsilon Microscopii visar ett överskott av kisel i dess atmosfär, medan förekomsten av järn är densamma som i solen.